# Giro del Veneto 1954
Il Giro del Veneto 1954, ventisettesima edizione della corsa, si svolse il 19 settembre 1954 su un percorso di 267 km. La vittoria fu appannaggio dell'italiano Luciano Maggini, che completò il percorso in 8h09'06", precedendo i connazionali Giuseppe Doni e Armando Barducci.
I corridori che tagliarono il traguardo di Padova furono almeno 28.

## Ordine d'arrivo (Top 10)
| Pos. | Corridore           | Squadra             | Tempo    |
| ---- | ------------------- | ------------------- | -------- |
| 1    | Luciano Maggini     | Atala-Pirelli       | 8h09'06" |
| 2    | Giuseppe Doni       | Torpado             | s.t.     |
| 3    | Armando Barducci    | Fréjus              | s.t.     |
| 4    | Bruno Tognaccini    | Atala-Pirelli       | s.t.     |
| 5    | Vasco Ciapini       | Doniselli-Lansetina | s.t.     |
| 6    | Walter Serena       | Bottecchia-Ursus    | s.t.     |
| 7    | Sergio Vitali       | Girardengo          | s.t.     |
| 8    | Marcello Pellegrini | Torpado             | a 3'35"  |
| 9    | Lido Sartini        | Bartali-Brooklyn    | s.t.     |
| 10   | Fiorenzo Crippa     | Bianchi-Pirelli     | s.t.     |